# Leandrinho (futebolista)
Leandro Cordeiro de Lima Silva (Espinosa, 25 de setembro de 1993), mais conhecido como Leandrinho, é um futebolista brasileiro que atua como volante. Atualmente joga no Emirates Club, dos Emirados Árabes Unidos.

## Carreira

### Santos

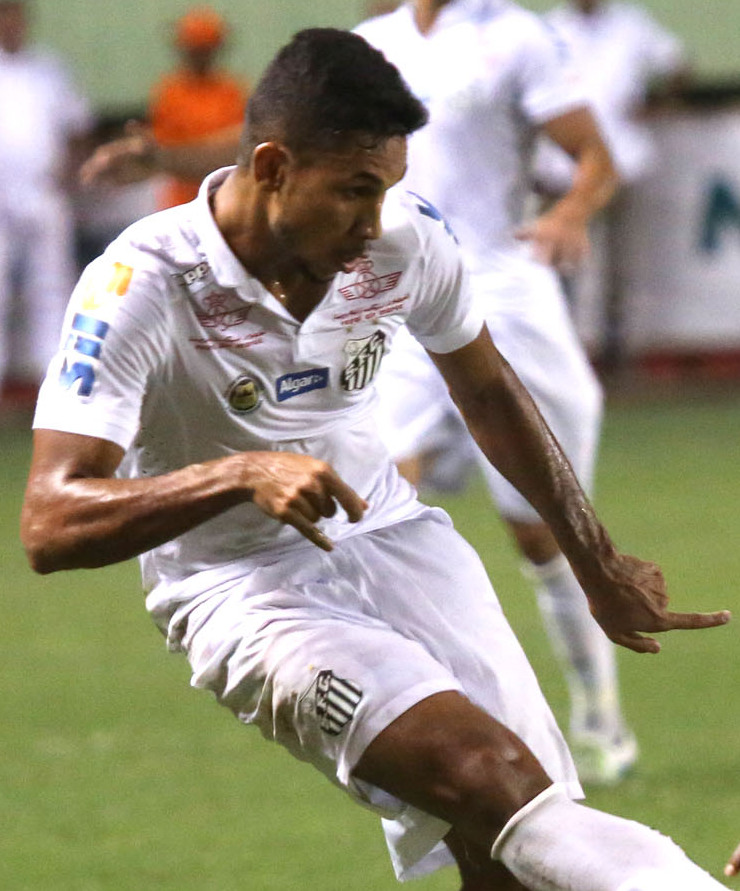
Leandrinho atuando pelo Santos em 2016

Um dos destaques da categorias de base do Santos, Leandrinho foi promovido ao time principal em 2012, porém ainda atuava pelo time sub-20 durante 2012 e 2013. Em 2013, foi campeão da Copa São Paulo e ganhou espaço na equipe principal. Logo após a queda do treinador Muricy Ramalho e a entrada de Claudinei Oliveira à equipe, Leandrinho foi titular da equipe durante as primeiras partidas do Campeonato Brasileiro e da Copa do Brasil, onde marcou seu primeiro gol no empate de 1 a 1 contra o CRAC.
Leandrinho atuou em 64 partidas na equipe principal, marcando um gol, sendo campeão da Recopa Sul-Americana de 2012 e bicampeão Paulista em 2015 e 2016. Na base, ganhou o Campeonato Paulista Sub-17 em 2010, Campeonato Paulista Sub-20 em 2012 e a Copa São Paulo de Futebol Júnior de 2013.

### Rio Ave
No dia 8 de julho de 2016, o volante foi vendido para o Rio Ave, de Portugal, onde assinou por quatro temporadas.

### Vitória de Setúbal
Após três temporadas no Rio Ave, foi confirmado como novo reforço do Vitória de Setúbal no dia 2 de setembro de 2019.

### Avaí
Em 30 de setembro de 2020, Leandrinho foi anunciado pelo Avaí.

### Mafra
Retornou ao futebol europeu em junho de 2021, assinando por uma temporada com o Mafra, de Portugal. Depois de atuar em 28 partidas e marcar um gol, em junho de 2022 renovou seu contrato por mais uma temporada. No clube português, o volante atuou ao lado do seu irmão Léo.

## Títulos

### Categoria de base
Santos
- Campeonato Brasileiro Sub-17: 2010
- Campeonato Paulista Sub-20: 2012
- Copa São Paulo: 2013[2]
- Copa do Brasil Sub-20: 2013

### Profissional
Santos
- Recopa Sul-Americana: 2012
- Campeonato Paulista: 2015 e 2016